# Lübecker Domkapitel 1794

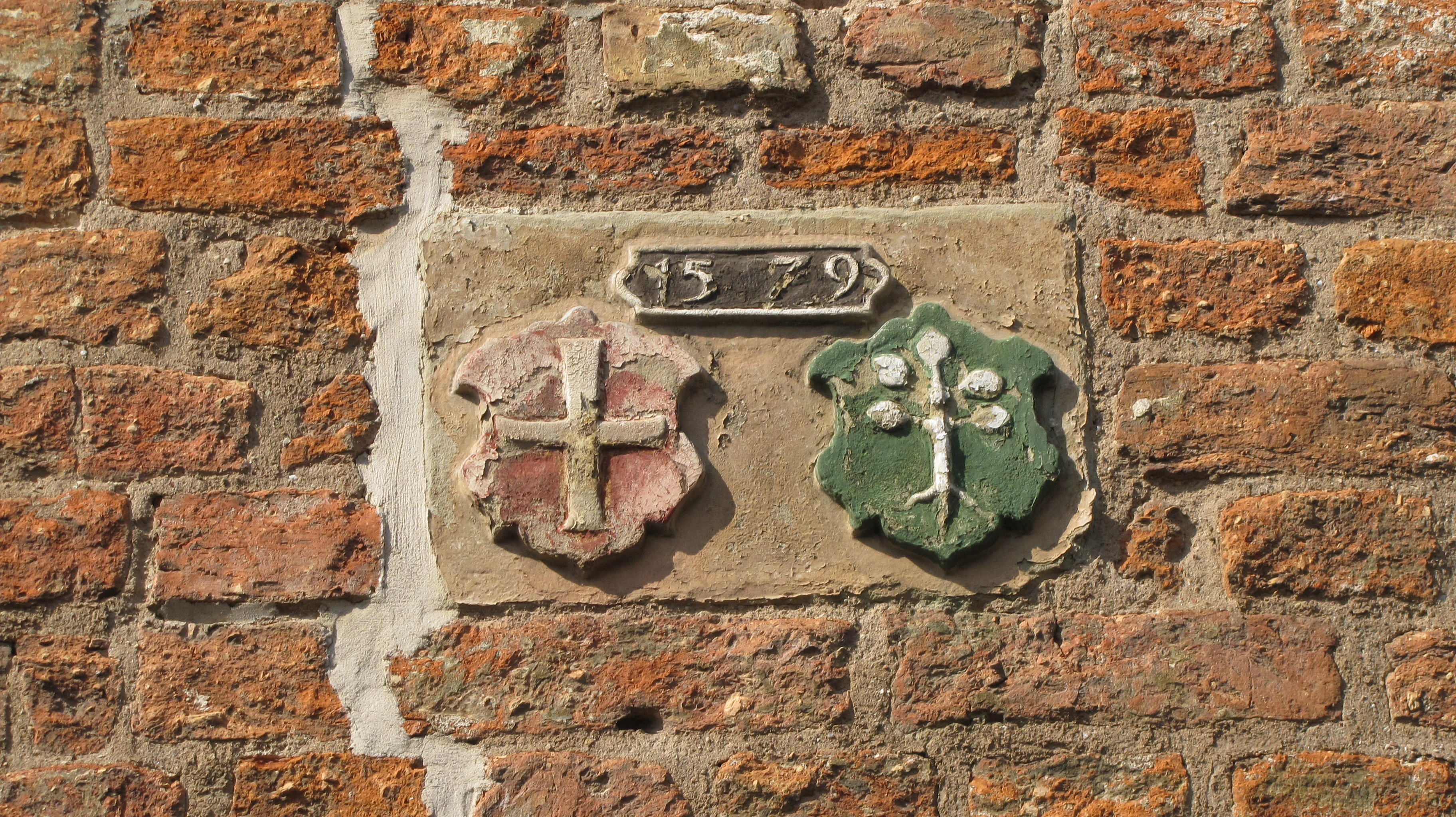
Wappen des Lübecker Domkapitels am Predigerhaus in der Hartengrube der Lübecker Altstadt

Die Liste der Domherren des Lübecker Domkapitels 1794.

## Domkapitel 1794

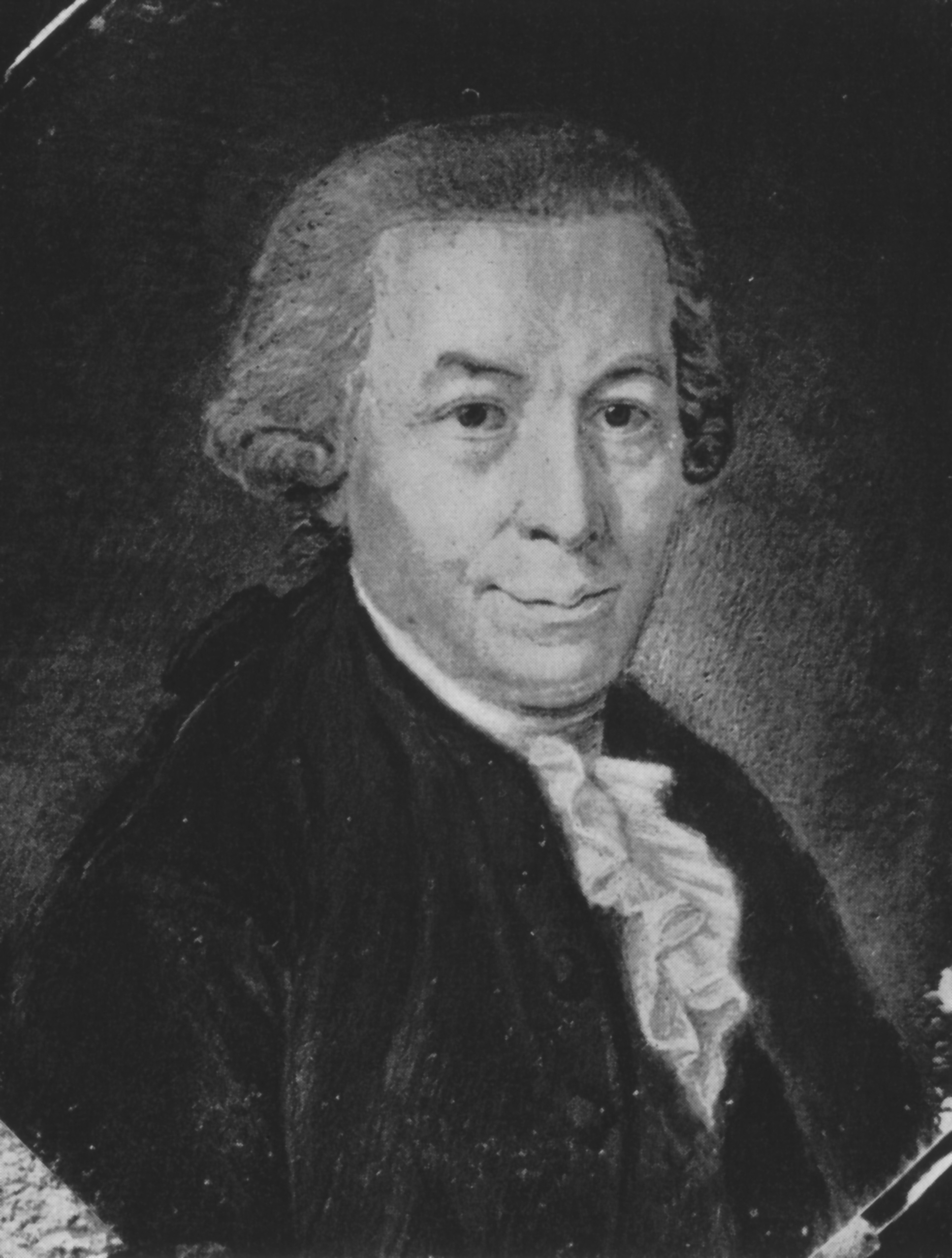
Der Syndicus des Lübecker Rates Carl Henrich Dreyer war Dompropst ohne Mitglied des Domkapitels zu sein.

Das Domkapitel bestand grundsätzlich aus 30 Domherren, die seit der Reformation größtenteils lutherisch waren. Es waren aber aufgrund der Normaljahr-Regelung bis zu vier Katholiken zugelassen, die als Catholici ausgewiesen wurden. Die Domherren teilten sich nach Eduard Vehse in zehn Panistae, drei Integrati, sechs Semi-Integrati und sieben Canonici in herbis sowie vier Distincti, welche die vorgenannte Einteilung mit durchliefen. Dabei erhielten die Panistae die am höchsten dotierten Pfründen, während Neuaufgenommene jeweils im niedrigsten Rang als Canonici in herbis, Anwärter, einstiegen. Um überhaupt die Chance zu haben, weit genug aufzusteigen, wurden die meisten Mitglieder bereits zum frühstmöglichen Termin mit sieben Jahren aufgenommen. In späteren Lebensjahren Aufgenommene fungierten dabei als Platzhalter, um im geeigneten Zeitpunkt zugunsten jüngerer Familienmitglieder zu resignieren. Aufgenommen wurden fast nur Adlige. Die Distincti wurden vom Fürstbischof bestimmt.
Die Wahl des Dompropstes erfolgte seit dem Vergleich zwischen Stadt und Domkapitel von 1595 im Wechsel durch den Lübecker Rat und das Domkapitel. Die vom Lübecker Rat gewählten Dompröpste gehörten dem Domkapitel nicht an. In diesen Amtszeiten übernahm der Domdechant auch die Vertretung des Kapitels nach außen; 1794 war dies Friedrich Ludwig von Moltke. Der letzte vom Lübecker Rat 1761 erwählte Dompropst und Syndicus Carl Henrich Dreyer war also kein Mitglied des Lübecker Domkapitels.
Die beiden Livonisten-Präbenden am Lübecker Domkapitel waren nach ihrem Stifter, dem Domdekan Johannes Livo († 1292), benannt und berechtigten nur zu Einkünften, aber nicht zu Sitz und Stimme im Kapitel.

### Panistae
- Graf Friedrich Ludwig von Moltke, Domherr seit 1756, Domdechant seit 1794, Officialis von Fürstbischof Peter Friedrich Ludwig von Lübeck, Scholasticus
- Otto von Blome (Diplomat, 1735) (1735–1803), Domherr seit 1743
- Reichsgraf Johann Ludwig von Wallmoden-Gimborn, Domherr seit 1751
- Friedrich August von Brömbsen, Domherr seit 1755
- Christoph von Buchwaldt (1751–1828), Domherr seit 1758, Thesaurar
  - Erster Distinctus: Adolph Friedrich von Witzendorf, Domherr seit 1760
- Graf Joseph Friedrich von Schimmelmann (1754–1800), Domherr seit 1761
- Reichsgraf Adolph Christian von Bassewitz (1758–1821), Domherr seit 1764.
- Freiherr Maximilian Alexander Joseph von Kurtzrock (1748–1807), Domherr seit 1765, erster Catholicus, bischöflicher Schlosshauptmann
- Freiherr Franz Ludwig von Hoevell († 1804), Domherr seit 1765
- Hans Caspar von Bülow, Domherr seit 1766

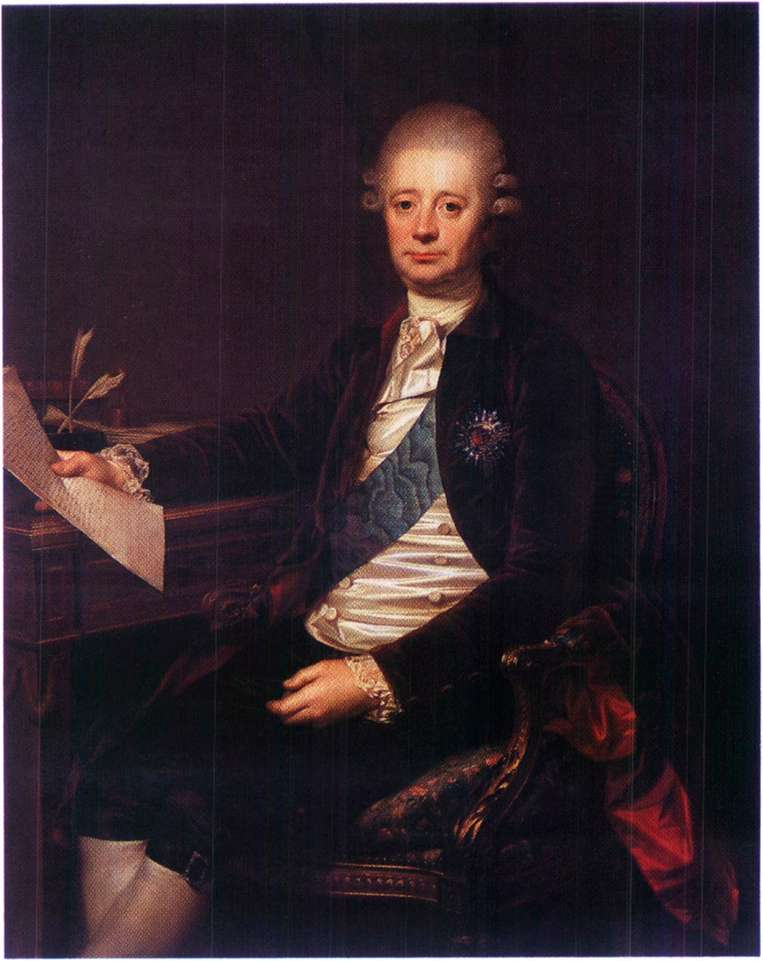
Otto Blome (1735–1803), Porträt von Jens Juel
Johann Ludwig von Wallmoden-Gimborn
Hans Caspar von Bülow

### Canonici integrati
- Freiherr Renatus Leopold Christian Karl von Senkenberg, Domherr seit 1766
- Freiherr Otto Christian von Stenglin (1764–1851), Domherr seit 1771
- Georg Conrad von Wedderkop (1765–1841), Domherr seit 1774

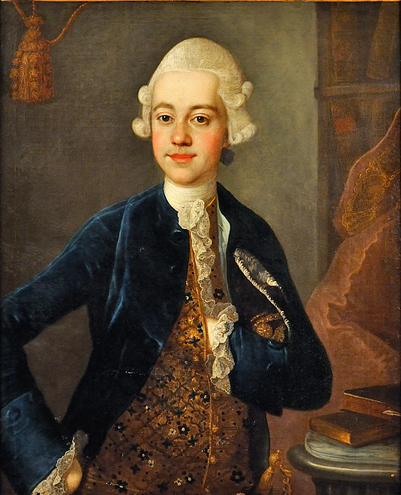
Renatus Leopold Christian von Senkenberg (1767)

### Canonici semi-integrati
- Graf Wilhelm Carl Ferdinand von Ahlefeldt, Domherr seit 1775
  - Zweiter Distinctus: Graf Detlev Hans von Schmettau, Domherr seit 1775
- Graf Otto Joachim von Moltke (1770–1853), Domherr seit 1776
- Graf Magnus von Dernath (1765–1828), Domherr seit 1777
  - Dritter Distinctus: Freiherr Johann von Mestmacher (1733–1805), Domherr seit 1777
- Reichsgraf Johann Baptist Aloysius von Edling, Domherr seit 1779, zweiter Catholicus
- Reichsgraf August Wilhelm Franz zu Rantzau, Domherr seit 1784
- Johann Georg Arnold von Brokes, Domherr seit 1785

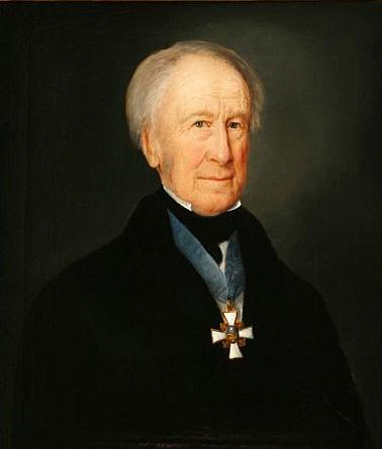
Wilhelm Carl Ferdinand Ahlefeldt-Laurvigen
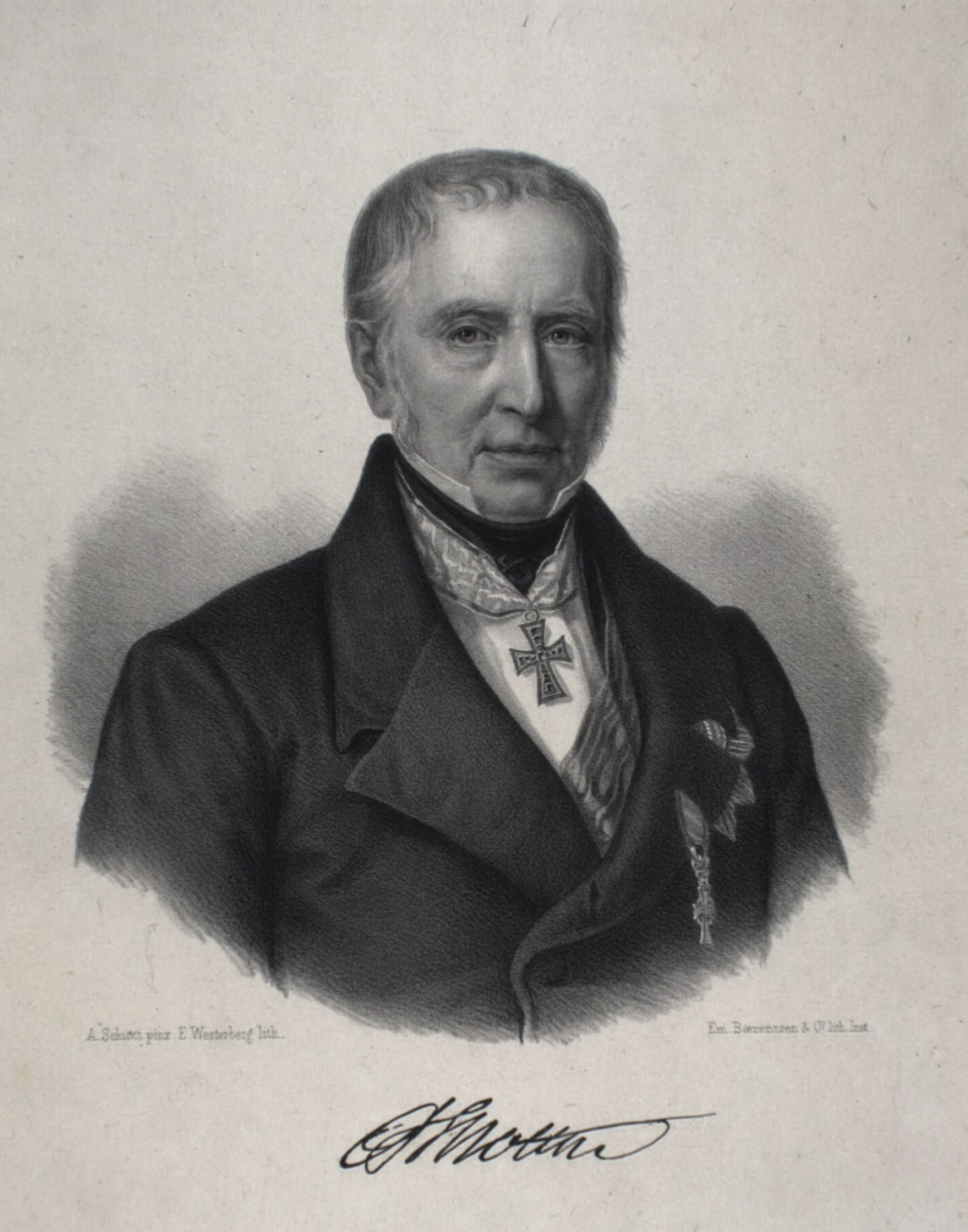
Otto Joachim von Moltke
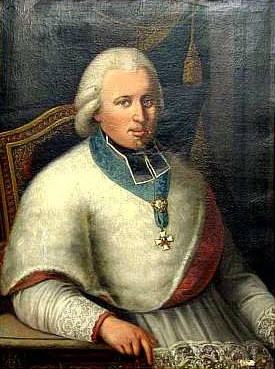
Johann Baptist Aloysius Graf Edling

### Canonici in herbis
- Reichsgraf Magnus Friedrich von Holmer, Domherr seit 1786
- Freiherr Matthias Anton von Elmendorf, Domherr seit 1787, dritter Catholicus
- Prinz Karl August Christian zu Mecklenburg, Domherr seit 1789
- Freiherr Wilhelm Otto von der Decken (1768–1847), Domherr seit 1789, vierter Catholicus, resignierte 1797
- Graf Christian Ernst von Stolberg, Domherr seit 1789 (und Sohn des nachstehenden Grafen Stolberg)
- Friedrich August von dem Bussche, Domherr seit 1790
- Graf Bernhard Friedrich von Bassewitz, Domherr seit 1791, resignierte 1795
  - Vierter Distinctus: Graf Friedrich Leopold von Stolberg, Domherr seit 1791 (konvertierte am 1. Februar 1800)

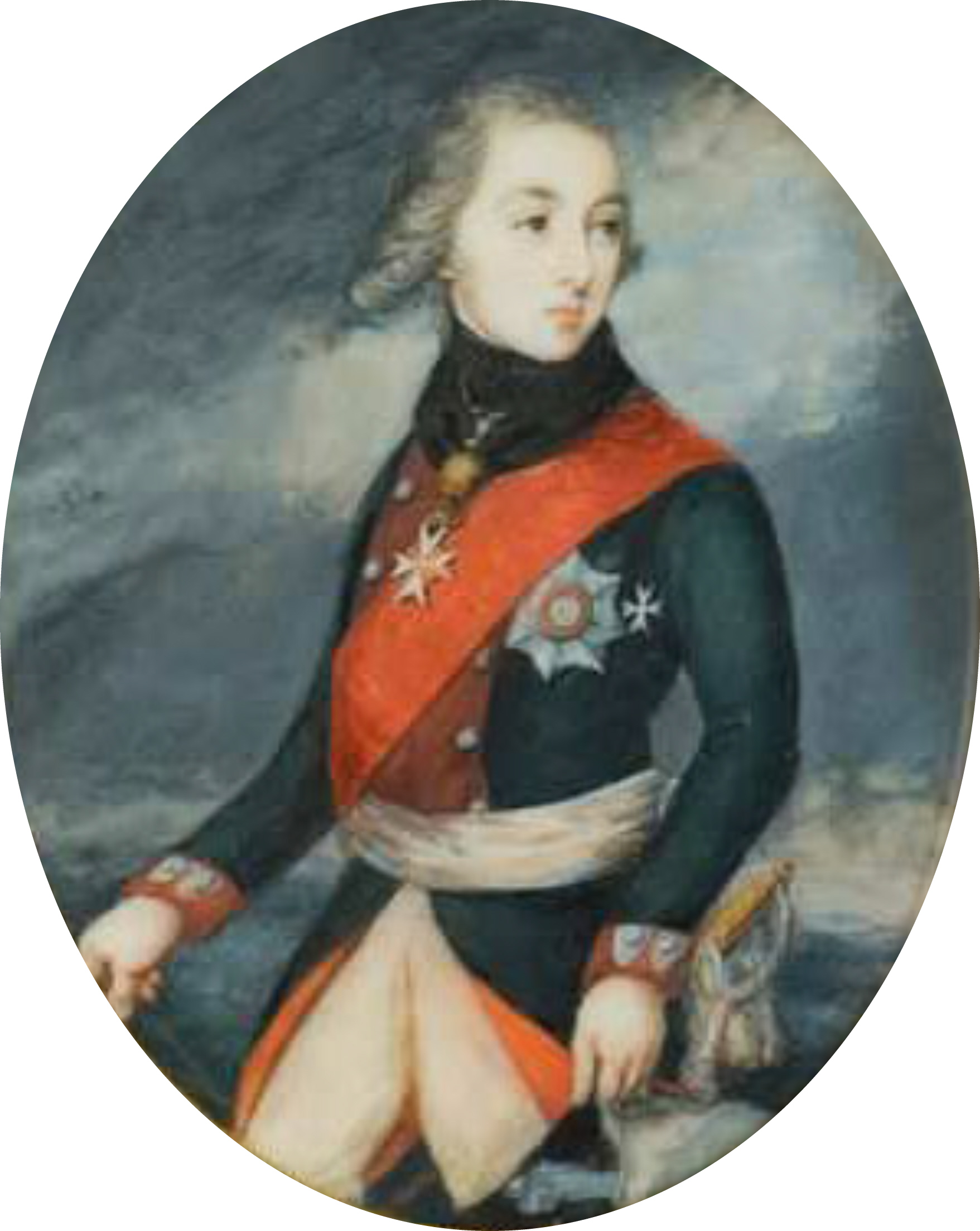
Karl August Christian zu Mecklenburg (1801)
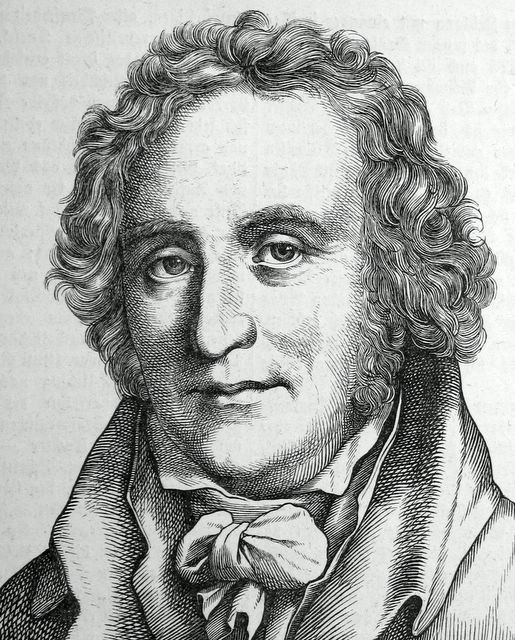
Friedrich Leopold Graf zu Stolberg

______________
- Georg Wilhelm Ernst August von dem Bussche, Domherr seit 1794 (aus Liste 1803)

### Livonisten-Präbenden
- Friedrich Carl Schnoor (1758–1816), Inhaber der Präbende seit 21. Mai 1768, Justizamtmann und Sekretär des Kapitels